# Порту-Формозу
Порту-Формозу (порт. Porto Formoso) — район (фрегезия) в Португалии, входит в округ Азорские острова. Расположен на острове Сан-Мигел. Является составной частью муниципалитета Рибейра-Гранде. Население составляет 1267 человек на 2001 год. Занимает площадь 11,46 км².
Покровителем района считается Дева Мария (порт. Nossa Senhora da Graça).